# 鉱山の一覧
鉱山の一覧（こうざんのいちらん）は、鉱山に関連する一覧へのリンクを含む一覧の一覧である。

## 生産物別
- ダイヤモンド鉱山の一覧（英語版）
- 金山の一覧（英語版）
- 鉄鉱石鉱山の一覧（英語版）
- モリブデン鉱山の一覧（英語版）
- ウラン鉱山の一覧（英語版）
- en:List of magnetite mines

## アフリカ
- アフリカの鉱山の一覧（英語版）
  - アンゴラの鉱山の一覧（英語版）
  - ボツワナの鉱山の一覧（英語版）
  - 南アフリカの鉱山の一覧（英語版）

## 北アメリカ

### カナダ
- カナダの炭鉱の一覧（英語版）
- カナダの金山の一覧（英語版）
- カナダの鉱山の一覧（英語版）

| - アルバータ州の鉱山の一覧 - ブリティッシュコロンビア州の鉱山の一覧 - マニトバ州の鉱山の一覧 - ニュー・ブランズウィック州の鉱山の一覧 | - ニューファンドランド・ラブラドール州の鉱山の一覧 - ノースウエスト準州の鉱山の一覧 - ノバスコシア州の鉱山の一覧 | - ヌナブト準州の鉱山の一覧 - オンタリオ州の鉱山の一覧 - en:List of mines in Prince Edward Island | - ケベック州の鉱山の一覧 - サスカチュワン州の鉱山の一覧 - en:List of mines in Yukon |

### アメリカ合衆国
- アメリカ合衆国の鉱山の一覧（英語版）
- アメリカ合衆国の銅山の一覧（英語版）
- アメリカ合衆国の金山の一覧（英語版）
- ネバダ州で稼働中の金山の一覧（英語版）

## オセアニア
- オーストラリアの鉱山の一覧（英語版）
  - 西オーストラリア州で稼働中の金山の一覧（英語版）
  - 西オーストラリア州の鉄鉱石鉱山（英語版）

## 南アメリカ
- ボリビアの鉱山の一覧（英語版）
- チリの鉱山の一覧（英語版）
- ペルーの鉱山の一覧（英語版）
- ブラジルの鉱山の一覧（英語版）

## ヨーロッパ
- ドイツの鉱山の一覧（英語版）
- アイルランドの鉱山の一覧（英語版）
- コソボの鉱山の一覧（英語版）
- ノルウェーの鉱山の一覧（英語版）
- ポーランドの鉱山の一覧（英語版）
- ポルトガルの鉱山の一覧（英語版）
- ロシアの鉱山の一覧（英語版）
- イギリスの鉱山の一覧（英語版）

## アジア
- アジアの鉱山の一覧
  - 日本の鉱山の一覧
    - 日本の金山の一覧（英語版）
    - 日本の炭鉱の一覧（英語版）

  - 中国の鉱山の一覧（英語版）
  - インドの鉱山の一覧（英語版）
  - インドネシアの鉱山の一覧（英語版）
  - en:List of mines in Korea
  - パキスタンの鉱山の一覧（英語版）

## その他
- 最も深い鉱山の一覧（英語版）
- 露天掘り鉱山の一覧（英語版）
- en:List of show mines
- 失われた鉱山の一覧（英語版）